# Barclay James Harvest
Barclay James Harvest este o trupă engleză specializată în rockul simfonic/melodic cu influențe de folk/muzică progresivă și muzică clasică. Formația a fost fondată în Saddleworth în septembrie 1966 de către John Lees, Les Holroyd, Stuart "Wooly" Wolstenholme și Mel Pritchard.